# Спасибо (мультфильм)
«Спасибо» — советский мультипликационный фильм для детей о тех людях, которые создают и водят самолёты.

## Сюжет
Ребята летели на самолёте. После полёта они сказали: «Большое спасибо, товарищ пилот!» Лётчик ответил: «Я рад, что понравился вам самолёт. Но если спасибо сказать вы хотите, конструктору лучше спасибо скажите.» Ребята пришли к конструктору и сказали: «Спасибо! Нам очень понравился Ваш самолёт!» Конструктор ответил: «Рабочим вы лучше спасибо скажите.» В сборочном цеху рабочий ответил ребятам: «Здесь первое дело — отличный металл! Литейщику лучше спасибо скажите.» Литейщик сказал ребятам: «А знаете вы, что металл — из руды. Шахтёру вы лучше спасибо скажите.» Шахтёр сказал ребятам, что спасибо надо сказать геологу, который отыскал залежи руды.
Когда наконец ребята встретили геолога, то сказали: «Спасибо! Ведь это же Вы за горами нашли руду, из которой сварили металл, который сверкающим лайнером стал!» Геолог ответил: «Вы лучше скажите спасибо пилоту за то, что доставил экспедицию геологов далеко в тайгу.»
И тогда ребята решили: «Мы всем посылаем большое спасибо, кто создал и водит крылатое диво!»

## Создатели
| режиссёр                              | Владимир Тарасов                                                                                              |
| сценарист                             | Генрих Сапгир                                                                                                 |
| художник-постановщик                  | Даниил Менделевич                                                                                             |
| художники-мультипликаторы             | Александр Давыдов Владимир Арбеков Галина Баринова Александр Мазаев Юрий Батанин Виктор Арсентьев             |
| оператор                              | Михаил Друян                                                                                                  |
| композитор                            | Борис Шнапер                                                                                                  |
| звукооператор                         | Владимир Кутузов                                                                                              |
| редактор                              | Пётр Фролов                                                                                                   |
| монтажёр                              | Т. Сазонова                                                                                                   |
| директор                              | Фёдор Иванов                                                                                                  |
| текст читают                          | Таня Рубцова, Вера Стерликова, Галя Шопина                                                                    |
| роли озвучивают (в титрах не указаны) | Мария Виноградова (читает текст) Лев Любецкий (конструктор) Василий Ливанов (рабочий) Роман Филиппов (шахтёр) |

- Создатели приведены по титрам мультфильма.